# Động đất Kent 2007
Động đất Kent 2007 (tiếng Anh: 2007 Kent earthquake) là trận động đất xảy ra vào lúc 8:18 (theo giờ địa phương), ngày 28 tháng 4 năm 2007. Trận động đất có cường độ 4.3 richter, tâm chấn độ sâu khoảng 5,3 km. Hậu quả trận động đất đã làm 2 người bị thương nhẹ.